# Talibiti
Il termine talibita si riferisce a quella parte del movimento alide che discendeva direttamente dal Abū Ṭālib, lo zio paterno che fu il secondo tutore del nipote, il profeta Maometto, e che fu il suo strenuo protettore fino all'epoca della sua morte nel 619.
I talibiti erano quindi la discendenza diretta, innanzi tutto di ʿAlī - sia attraverso la figlia del Profeta, Fatima bint Muhammad, sia attraverso una delle sue altre mogli da lui sposate dopo la morte di Fatima nel 632 - ma anche dei fratelli: Tālib, ʿAqīl e Jaʿfar. 
Non erano di conseguenza talibiti, pur essendo inizialmente filo-alidi, gli Abbasidi, discendenti dall'altro zio di Maometto, al-ʿAbbās b. ʿAbd al-Muṭṭalib, e la prole degli altri zii paterni di Maometto (per i quali si veda l'Albero genealogico di Maometto).
Nell'epopea sciita i talibiti costituiscono la parte più pura e degna di lode dell'intera Ahl al-Bayt. 